# 威斯敏斯特 (加利福尼亚州)
威斯敏斯特（英語：Westminster），又譯「西敏市」，美国加利福尼亚州奧蘭治縣的一座城市。建市于1957年3月27日，面积约为10.05平方英里（26平方公里）。根据2010年美国人口普查，该市共有89,701人，近半數（47.5%）為亞裔，其中越南裔又占多數（達全市40%）。西敏市是越南本土以外最大的越南族群聚居地，其與周邊的園林市等地又被稱為全美最大的小西貢。該市於2012年選舉出史上首位越南裔市長謝德智（共和黨籍）。